# Cirolanoniscus willeyi
Cirolanoniscus willeyi is een pissebed uit de familie Cabiropidae. De wetenschappelijke naam van de soort is voor het eerst geldig gepubliceerd in 1966 door Pillai.